# Oļegs Karavajevs
Oļegs Karavajevs (Barnaul, 13 febbraio 1961 – Alovera, 6 ottobre 2020) è stato un calciatore lettone, di ruolo portiere.

## Carriera

### Club
Ha debuttato nel campionato sovietico con la maglia dell'Alga Frunze. Nel 1984 ha giocato nella massima serie con il Qairat.
In seguito ha giocato per due stagioni nelle file dello SKA-Chabarovsk, poi altre due stagioni con il Daugava Rīga e, infine, per tre stagioni con il Fakel Voronež.
Con la dissoluzione dell'Unione Sovietica, prese la cittadinannza lettone ed andò per la prima volta all'estero difendendo la porta dell'OFK Belgrado. Dopo una breve parentesi nel 1993 con l'Olimpija Liepāja, andò a Cipro all'Evagoras Paphou e poi in Germania prima con il Carl Zeiss Jena e poi con lo Zwickau, nella seconda serie tedesca.
Chiuse la carriera in patria: nel 1998 giocò nello Skonto, con cui vinse campionato e coppa e con cui debuttò nelle competizioni europee; nella UEFA Champions League 1998-1999 difese la porta prima contro la Dinamo Minsk e poi contro l'Inter (subendo sette gol complessivi). Poi, nel 1999, passò al Rīga, con cui bissò il successo in Coppa.

### Nazionale
Ha totalizzato 38 presenze in nazionale tra il 1992 e il 1999, subendo un totale di 50 reti. Il suo debutto risale al 12 agosto 1992, nella gara contro la Lituania valido per le Qualificazioni al campionato mondiale di calcio 1994. Si trattò della prima gara non amichevole disputata dalla sua nazionale: Karavajevs fu di fatto il primo titolare a difendere la porta lettone dalla ritrovata indipendenza, alternandosi nello stesso periodo a Raimonds Laizāns. Da sottolineare le prestazioni contro Spagna e Danimarca, al suo secondo e terzo incontro, quando riuscì a mantenere inviolata la porta nonostante giocasse contro nazionali di caratura nettamente superiore.

## Statistiche

### Cronologia presenze e reti in nazionale
| Cronologia completa delle presenze e delle reti in nazionale ― Lettonia | Cronologia completa delle presenze e delle reti in nazionale ― Lettonia | Cronologia completa delle presenze e delle reti in nazionale ― Lettonia | Cronologia completa delle presenze e delle reti in nazionale ― Lettonia | Cronologia completa delle presenze e delle reti in nazionale ― Lettonia | Cronologia completa delle presenze e delle reti in nazionale ― Lettonia | Cronologia completa delle presenze e delle reti in nazionale ― Lettonia | Cronologia completa delle presenze e delle reti in nazionale ― Lettonia |
| Data                                                                    | Città                                                                   | In casa                                                                 | Risultato                                                               | Ospiti                                                                  | Competizione                                                            | Reti                                                                    | Note                                                                    |
| ----------------------------------------------------------------------- | ----------------------------------------------------------------------- | ----------------------------------------------------------------------- | ----------------------------------------------------------------------- | ----------------------------------------------------------------------- | ----------------------------------------------------------------------- | ----------------------------------------------------------------------- | ----------------------------------------------------------------------- |
| 12-8-1992                                                               | Riga                                                                    | Lettonia                                                                | 1 – 2                                                                   | Lituania                                                                | Qual. Mondiali 1994                                                     | -2                                                                      |                                                                         |
| 26-8-1992                                                               | Riga                                                                    | Lettonia                                                                | 0 – 0                                                                   | Danimarca                                                               | Qual. Mondiali 1994                                                     | -                                                                       |                                                                         |
| 23-9-1992                                                               | Riga                                                                    | Lettonia                                                                | 0 – 0                                                                   | Spagna                                                                  | Qual. Mondiali 1994                                                     | -                                                                       |                                                                         |
| 28-10-1992                                                              | Vilnius                                                                 | Lituania                                                                | 1 – 1                                                                   | Lettonia                                                                | Qual. Mondiali 1994                                                     | -1                                                                      |                                                                         |
| 11-11-1992                                                              | Tirana                                                                  | Albania                                                                 | 1 – 1                                                                   | Lettonia                                                                | Qual. Mondiali 1994                                                     | -1                                                                      |                                                                         |
| 16-12-1992                                                              | Siviglia                                                                | Spagna                                                                  | 5 – 0                                                                   | Lettonia                                                                | Qual. Mondiali 1994                                                     | -5                                                                      |                                                                         |
| 14-4-1993                                                               | Copenaghen                                                              | Danimarca                                                               | 2 – 0                                                                   | Lettonia                                                                | Qual. Mondiali 1994                                                     | -2                                                                      |                                                                         |
| 2-6-1993                                                                | Riga                                                                    | Lettonia                                                                | 1 – 2                                                                   | Irlanda del Nord                                                        | Qual. Mondiali 1994                                                     | -2                                                                      |                                                                         |
| 9-6-1993                                                                | Riga                                                                    | Lettonia                                                                | 0 – 2                                                                   | Irlanda                                                                 | Qual. Mondiali 1994                                                     | -2                                                                      |                                                                         |
| 8-9-1993                                                                | Belfast                                                                 | Irlanda del Nord                                                        | 2 – 0                                                                   | Lettonia                                                                | Qual. Mondiali 1994                                                     | -2                                                                      |                                                                         |
| 2-6-1994                                                                | Riga                                                                    | Lettonia                                                                | 2 – 0                                                                   | Malta                                                                   | Amichevole                                                              | -                                                                       | 70’                                                                     |
| 30-7-1994                                                               | Vilnius                                                                 | Estonia                                                                 | 0 – 2                                                                   | Lettonia                                                                | Coppa del Baltico 1994                                                  | -                                                                       | 67’                                                                     |
| 31-7-1994                                                               | Vilnius                                                                 | Lituania                                                                | 1 – 0                                                                   | Lettonia                                                                | Coppa del Baltico 1994                                                  | -1                                                                      |                                                                         |
| 7-9-1994                                                                | Riga                                                                    | Lettonia                                                                | 0 – 3                                                                   | Irlanda                                                                 | Qual. Euro 1996                                                         | -3                                                                      |                                                                         |
| 9-10-1994                                                               | Riga                                                                    | Lettonia                                                                | 1 – 3                                                                   | Portogallo                                                              | Qual. Euro 1996                                                         | -3                                                                      |                                                                         |
| 15-11-1994                                                              | Eschen                                                                  | Liechtenstein                                                           | 0 – 1                                                                   | Lettonia                                                                | Qual. Euro 1996                                                         | -                                                                       |                                                                         |
| 8-3-1995                                                                | Budapest                                                                | Ungheria                                                                | 3 – 1                                                                   | Lettonia                                                                | Amichevole                                                              | -3                                                                      |                                                                         |
| 6-9-1995                                                                | Riga                                                                    | Lettonia                                                                | 1 – 0                                                                   | Liechtenstein                                                           | Qual. Euro 1996                                                         | -                                                                       |                                                                         |
| 11-10-1995                                                              | Dublino                                                                 | Irlanda                                                                 | 2 – 1                                                                   | Lettonia                                                                | Qual. Euro 1996                                                         | -2                                                                      |                                                                         |
| 14-8-1996                                                               | Riga                                                                    | Lettonia                                                                | 0 – 0                                                                   | Finlandia                                                               | Amichevole                                                              | -                                                                       |                                                                         |
| 1-9-1996                                                                | Riga                                                                    | Lettonia                                                                | 1 – 2                                                                   | Svezia                                                                  | Qual. Mondiali 1998                                                     | -2                                                                      |                                                                         |
| 5-9-1996                                                                | Riga                                                                    | Lettonia                                                                | 0 – 2                                                                   | Scozia                                                                  | Qual. Mondiali 1998                                                     | -2                                                                      |                                                                         |
| 9-10-1996                                                               | Minsk                                                                   | Bielorussia                                                             | 1 – 1                                                                   | Lettonia                                                                | Qual. Mondiali 1998                                                     | -1                                                                      |                                                                         |
| 9-11-1996                                                               | Vienna                                                                  | Austria                                                                 | 2 – 1                                                                   | Lettonia                                                                | Qual. Mondiali 1998                                                     | -2                                                                      |                                                                         |
| 2-4-1997                                                                | Lucerna                                                                 | Svizzera                                                                | 1 – 0                                                                   | Lettonia                                                                | Amichevole                                                              | -1                                                                      |                                                                         |
| 30-4-1997                                                               | Riga                                                                    | Lettonia                                                                | 2 – 0                                                                   | Bielorussia                                                             | Qual. Mondiali 1998                                                     | -                                                                       |                                                                         |
| 18-5-1997                                                               | Tallinn                                                                 | Estonia                                                                 | 1 – 3                                                                   | Lettonia                                                                | Qual. Mondiali 1998                                                     | -1                                                                      |                                                                         |
| 8-6-1997                                                                | Riga                                                                    | Lettonia                                                                | 1 – 3                                                                   | Austria                                                                 | Qual. Mondiali 1998                                                     | -3                                                                      |                                                                         |
| 6-9-1997                                                                | Riga                                                                    | Lettonia                                                                | 1 – 0                                                                   | Estonia                                                                 | Qual. Mondiali 1998                                                     | -                                                                       |                                                                         |
| 10-9-1997                                                               | Solna                                                                   | Svezia                                                                  | 1 – 0                                                                   | Lettonia                                                                | Qual. Mondiali 1998                                                     | -1                                                                      |                                                                         |
| 11-10-1997                                                              | Glasgow                                                                 | Scozia                                                                  | 2 – 0                                                                   | Lettonia                                                                | Qual. Mondiali 1994                                                     | -2                                                                      |                                                                         |
| 25-6-1998                                                               | Valga                                                                   | Estonia                                                                 | 0 – 2                                                                   | Lettonia                                                                | Coppa del Baltico 1998                                                  | -                                                                       |                                                                         |
| 19-8-1998                                                               | Reykjavík                                                               | Islanda                                                                 | 4 – 1                                                                   | Lettonia                                                                | Amichevole                                                              | -4                                                                      |                                                                         |
| 6-9-1998                                                                | Oslo                                                                    | Norvegia                                                                | 1 – 3                                                                   | Lettonia                                                                | Qual. Euro 2000                                                         | -1                                                                      | 80’                                                                     |
| 10-10-1998                                                              | Riga                                                                    | Lettonia                                                                | 1 – 0                                                                   | Georgia                                                                 | Qual. Euro 2000                                                         | -                                                                       |                                                                         |
| 14-10-1998                                                              | Maribor                                                                 | Slovenia                                                                | 1 – 0                                                                   | Lettonia                                                                | Qual. Euro 2000                                                         | -1                                                                      |                                                                         |
| 31-3-1999                                                               | Riga                                                                    | Lettonia                                                                | 0 – 0                                                                   | Grecia                                                                  | Qual. Euro 2000                                                         | -                                                                       |                                                                         |
| 28-4-1999                                                               | Riga                                                                    | Lettonia                                                                | 0 – 0                                                                   | Albania                                                                 | Qual. Euro 2000                                                         | -                                                                       |                                                                         |
| Totale                                                                  |                                                                         | Presenze                                                                | 38                                                                      |                                                                         | Reti                                                                    | -50                                                                     |                                                                         |

## Palmarès

### Club

#### Competizioni nazionali
- Fußball-Regionalliga: 1

Carl Zeiss Jena: 1994-1995
- Campionato lettone: 1

Skonto: 1998
- Coppa di Lettonia: 2

Skonto: 1998
Riga: 1999